# یواس‌اس بلوفیش (اس‌اس-۲۲۲)
یواس‌اس بلوفیش (اس‌اس-۲۲۲) (به انگلیسی: USS Bluefish (SS-222)) یک زیردریایی بود که طول آن ۳۱۱ فوت ۹ اینچ (۹۵٫۰۲ متر) بود. این زیردریایی در سال ۱۹۴۳ ساخته شد.